# Toxomerus buscki
Toxomerus buscki är en tvåvingeart som beskrevs av Thompson 1981. Toxomerus buscki ingår i släktet Toxomerus och familjen blomflugor. Inga underarter finns listade i Catalogue of Life.